# El crim de Georgetown
El crim de Georgetown (títol original en anglès, Georgetown) és una pel·lícula de drama criminal estatunidenca del 2019 dirigida per Christoph Waltz (en el seu debut com a director) i escrita per David Auburn. Es basa en l'article de Franklin Foer del 2012 del New York Times Magazine "The Worst Marriage in Georgetown", que detalla l'assassinat el 2011 de la socialite Viola Herms Drath, de 91 anys, per part del seu segon marit, molt més jove, al barri de Georgetown de Washington DC. Waltz protagonitza la pel·lícula al costat de Vanessa Redgrave, Annette Bening i Corey Hawkins. S'ha doblat al valencià per a À Punt i al català central per a TV3.
Es va exhibir per primer cop al Festival de Cinema de Tribeca el 27 d'abril de 2019. Es va estrenar en una selecció limitada de cinemes dels Estats Units el 14 de maig de 2021 a càrrec de Vertical Entertainment.

## Sinopsi
Un escalador social ambiciós, grandiós i deshonest es converteix en el principal sospitós de la mort de la seva dona rica i molt gran.

## Repartiment
- Christoph Waltz com a Ulrich Mott (basat en l'assassí de la vida real Albrecht Gero Muth)
- Vanessa Redgrave com a Elsa Breht (basada en la socialite de la vida real Viola Herms Drath)
- Annette Bening com a Amanda Breht
- Corey Hawkins com a Daniel Volker
- Laura de Carteret com a Eleanor Price
- Saad Suddiqui com a Zahari
- Ron Lea com el detectiu Reid
- Alexander Crowther com a Matthew